# Dänemark beim Junior Eurovision Song Contest
Teilnehmende Rundfunkanstalt

Erste Teilnahme
2003
Bisher letzte Teilnahme
2005
Anzahl der Teilnahmen
3 (Stand 2005)
Höchste Platzierung
4 (2005)
Höchste Punktzahl
121 (2005)
Niedrigste Punktzahl
93 (2003)
Punkteschnitt (seit erstem Beitrag)
110,00 (Stand 2005)
Punkteschnitt pro abstimmendem Land im 12-Punkte-System
6,61 (Stand 2005)
Dieser Artikel befasst sich mit der Geschichte Dänemarks als Teilnehmer am Junior Eurovision Song Contest.

## Vorentscheide
Von 2003 bis 2005 fand der De Ungens Melodi Grand Prix statt.

## Teilnahme am Wettbewerb
Dänemark durfte nach der Adaption des JESC-Modells vom Melodi Grand Prix Nordic den ersten Wettbewerb 2003 in Kopenhagen austragen. Mit zwei fünftem und einem vierten gehörte Dänemark in den Anfangsjahren zu den erfolgreichsten Nationen im Wettbewerb. Seit einschließlich 2006 nimmt man jedoch nicht mehr am Junior Eurovision Song Contest teil, da ab dem Junior Eurovision Song Contest 2006 professionelle Hilfe erlaubt wurde. Seitdem nimmt auch Norwegen nicht mehr teil. Beide Staaten widmen sich bis jetzt dem Melodi Grand Prix Nordic.  Direkt nach dem Junior Eurovision Song Contest 2015 gab der dänische Rundfunk den Grund für die Abwesenheit des Landes seit 2006 an. Jan Lagermand Lundme, Entertainmentleiter bei DR, sagte, dass der Wettbewerb Spaß mache, obwohl es sich um einen Wettbewerb handle. Er kritisierte jedoch, dass der Wettbewerb dem Eurovision Song Contest zu sehr ähnle und sich zu weit von seinem Kerngedanken – „der Freude, dem Humor und dem Spiel“ – entfernt habe.

## Liste der Beiträge
| Jahr      | Interpret                | Titel (Musik / Text)                  | Sprache                  | Übersetzung                | Platz Teilnehmer (gesamt) | Punkte                   |
| --------- | ------------------------ | ------------------------------------- | ------------------------ | -------------------------- | ------------------------- | ------------------------ |
| 2003      | Anne Gaadegard           | Arabiens drøm (Anne Gaadegard)        | Dänisch                  | Arabischer Traum           | 5 / 16                    | 93                       |
| 2004      | Cool Kids                | Pigen er min (Cool Kids)              | Dänisch                  | Das Mädchen ist mein       | 5 / 18                    | 116                      |
| 2005      | Nicolai Kielstrup        | Shake shake shake (Nicolai Kielstrup) | Dänisch                  | Schüttel schüttel schüttel | 4 / 16                    | 121                      |
| seit 2006 | Auf Teilnahme verzichtet | Auf Teilnahme verzichtet              | Auf Teilnahme verzichtet | Auf Teilnahme verzichtet   | Auf Teilnahme verzichtet  | Auf Teilnahme verzichtet |

## Ausgetragene Wettbewerbe
| Jahr | Stadt      | Austragungsort   | Moderation              |
| ---- | ---------- | ---------------- | ----------------------- |
| 2003 | Kopenhagen | Forum Kopenhagen | Camilla Ottesen & Remee |

## Punktevergabe
Folgende Länder erhielten die meisten Punkte von oder vergaben die meisten Punkte an Dänemark:
| Die meisten vergebenen Punkte | Die meisten vergebenen Punkte | Die meisten vergebenen Punkte |
| Platz                         | Land                          | Punkte                        |
| ----------------------------- | ----------------------------- | ----------------------------- |
| 1                             | Vereinigtes Königreich        | 25                            |
| 2                             | Norwegen                      | 22                            |
| 2                             | Spanien                       | 22                            |
| 4                             | Malta                         | 19                            |
| 5                             | Kroatien                      | 18                            |

| Die meisten erhaltenen Punkte | Die meisten erhaltenen Punkte | Die meisten erhaltenen Punkte |
| Platz                         | Land                          | Punkte                        |
| ----------------------------- | ----------------------------- | ----------------------------- |
| 1                             | Norwegen                      | 32                            |
| 1                             | Schweden                      | 32                            |
| 3                             | Nordmazedonien                | 27                            |
| 4                             | Spanien                       | 26                            |
| 5                             | Griechenland                  | 20                            |

Stand: 2005